# اسلایسرها (چاپ سه بعدی)
برش دهنده یا اسلایسر، نرم افزار چاپ سه بعدی است که با تولید جی کد (gcode)، یک مدل سه بعدی را برای چاپ، پیش پردازش می‌کند. هر دستگاه پرینتر سه بعدی نیاز به یک تنظیمات خاص در اسلایسر دارد که باید با توجه به دستگاه شخصی سازی شود. این کار به این دلیل است که هر دستگاه دارای طول، عرض و قطعات متفاوت هست.

## قابلیت‌ها
یک اسلایسر(Slicer) نرم افزار تولید مسیر حرکت نازل است که در چاپ سه بعدی مورد استفاده قرار می‌گیرد. این نرم‌افزار تبدیل یک مدل سه‌بعدی به دستورالعمل های خاص برای چاپگر را تسهیل می‌کند. اسلایسر مدل سه بعدی با فرمت STL  را به دستورهای قابل فهم برای چاپگر با فرمت G code تبدیل می‌کنند.  اسلایسر در ابتدا مدل سه بعدی را به صورت تعدادی ای از لایه های روی هم رفته تقسیم بندی می کند. سپس این لایه ها را از طریق حرکات نازل و ذوب کردن فیلامنت روی هم می‌ریزند.
تمام این حرکات به همراه قابلیت های دیگر مانند، دمای نازل، دمای صفحه داغ و سرعت حرکت محور ها نیز توسط اسلایسر در G CODE ها ذخیره می‌شوند. 
قابلیت دیگری که می‌توان در اسلایسر ها تنظیم کرد، مقدار infill یا پر بودن طرح چاپ شده هست.
این قابلیت مقدار تو خالی یا تو پر بودن مدل را نشان می‌دهد. درواقع قابلیتی هست که می‌توان چگالی طرح چاپ شده را مشخص کرد.

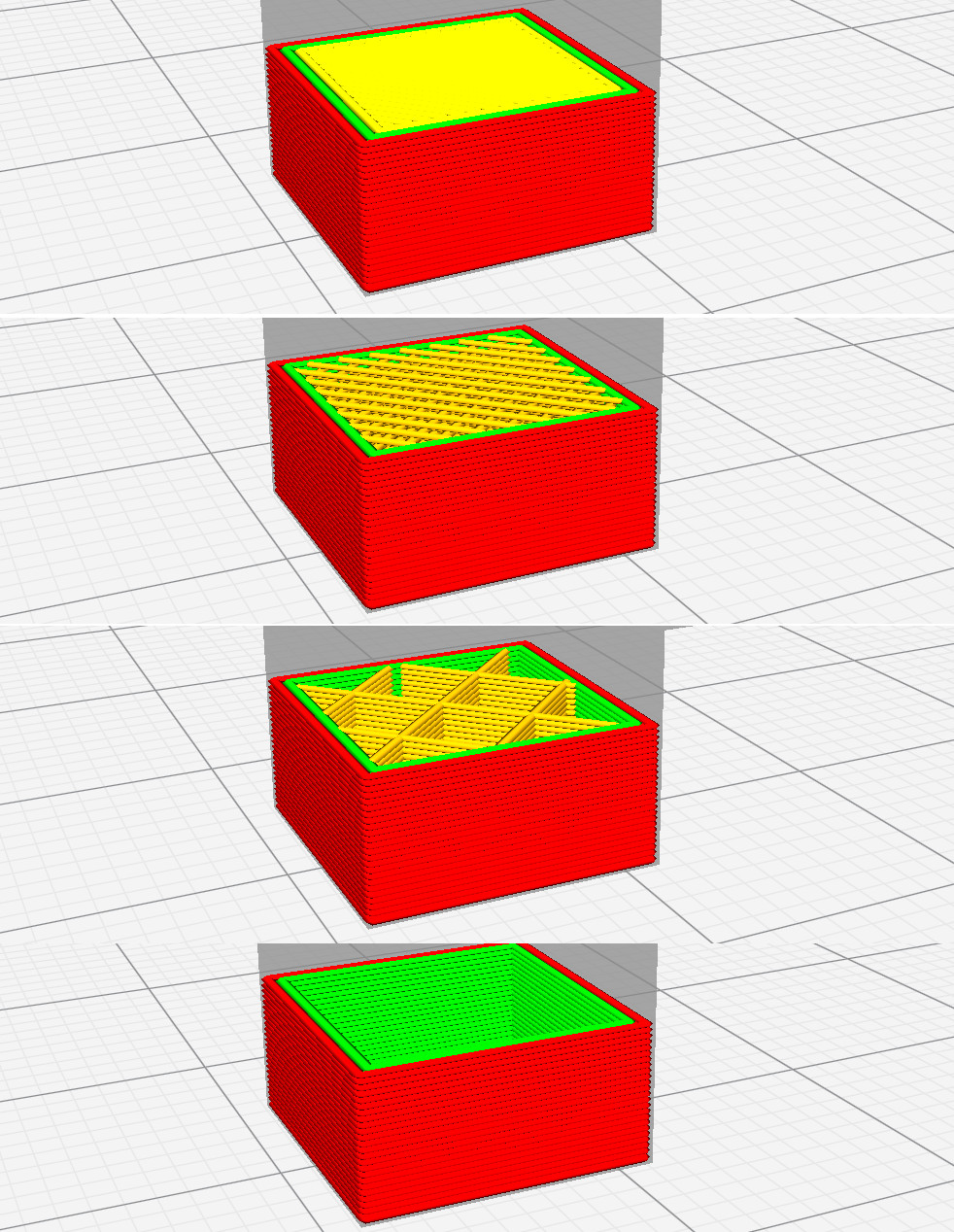
تراکم‌های مختلف پرکننده (به رنگ زرد)، همانطور که توسط دستگاه برش Cura ایجاد شده است، از توپر تا توخالی.

- پر کردن : چاپ اشیاء جامد به مقدار قابل توجهی مواد (مانند فیلامنت) و زمان نیاز دارد. برای کاهش این مشکل، دستگاه‌های برش می‌توانند به طور خودکار حجم‌های توپر را به حجم‌های توخالی تبدیل کنند و در نتیجه در هزینه‌ها صرفه‌جویی کرده و زمان چاپ را کاهش دهند. این اشیاء توخالی را می‌توان با سازه‌های داخلی، مانند دیوارهای داخلی، تقویت کرد تا استحکام آنها افزایش یابد. نسبت این ساختارها، که به عنوان « تراکم پرکننده» شناخته می‌شود، یک پارامتر کلیدی است که می‌تواند در دستگاه برش تنظیم شود.

- پشتیبانی‌ها : از آنجایی که بیشتر مراحل چاپ سه بعدی، ریخته شدن پلاستیک ذوب شده روی یک‌دیگر هست. گاهی اوقات باعث افتادگی و یا شکستن طرح در هنگام چاپ شدن می‌شود برای همین اسلایسر ها قابلیتی را ارائه می‌دهند تا با گذاشتن ستون برای طرح از این افتادگی ها جلوگیری کنند.  ستون ها قطعات چاپ شده ای هستند که پس از پرینت قابل جداسازی هستند

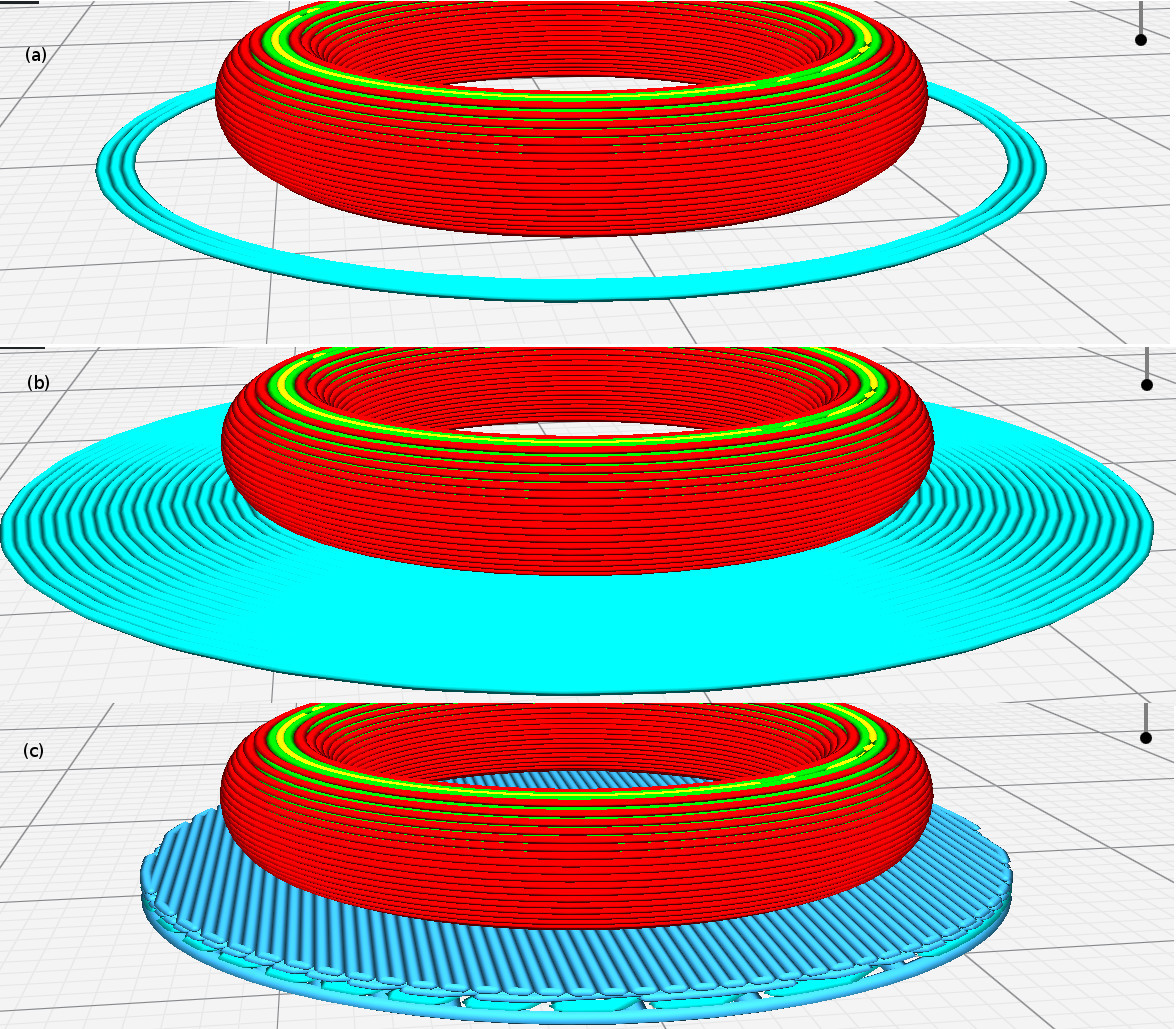
مقایسه لایه‌های پایه (به رنگ آبی): الف) دامن؛ ب) لبه؛ ج) پهنه، تولید شده توسط نرم‌افزار [https://ultimaker.com/en/products/ultimaker-cura-software Cura

- لبه‌ها ، دامن‌ها و لبه‌ها : چاپ اولین لایه طرح سه بعدی، مهم ترین مرحله چاپ سه بعدی هست، زیرا تمام لایه های دیگر روی این لایه سوار می‌شوند. مشکلاتی که می‌تواند برای لایه اول پیش بیاید شامل، چسبندگی ضعیف، زبری سطح و یا ته نشینی فلامینت اولیه هست. [۳] برای کاهش این مشکلات، دستگاه برش می‌تواند به طور خودکار ساختارهای جداشونده را اضافه کند. انواع رایج این سازه‌های پایه عبارتند از: [۴]
  - دامن Skirt: یک نوار منفرد هست که محدوده چاپ را نشان می‌دهد ولی با قطعه برخوردی ندارد..
  - لبه Brim: یک یا چند نوار هست که پایه جسم را احاطه می‌کند و به چسبندگی آن کمک می‌کند.
  - یک لایه : چندین لایه از مواد که یک پایه جداشونده را تشکیل می‌دهند که شیء روی آن چاپ می‌شود.

## فهرست نرم‌افزارهای برش‌دهنده
انواع متنوعی از برنامه‌های برش‌دهنده وجود دارند، که بسیاری از آن‌ها رایگان و متن‌باز هستند. برخی از رایج‌ترین نرم افزارهای برش دهنده پر استفاده عبارتند از:
| Name              | License     | Relations           |
| ----------------- | ----------- | ------------------- |
| Ultimaker Cura    | GNU LGPL    |                     |
| OrcaSlicer        | GNU AGPL    | Fork of BambuStudio |
| BambuStudio       | GNU AGPL    | Fork of PrusaSlicer |
| SuperSlicer       | GNU AGPL    | Fork of PrusaSlicer |
| PrusaSlicer       | GNU AGPL    | Fork of Slic3r      |
| Slic3r            | GNU AGPL    |                     |
| Creality Print    | GNU AGPL    | Based on Cura       |
| Simplify3D        | Proprietary |                     |
| Realvision online | Proprietary | Online slicer       |